# 超力電磁俠
《超電磁機器人 孔巴德拉V》（日语：超電磁ロボ コン・バトラーV）是日本的機械人動畫，於1976年（昭和51年）4月17日至1977年5月28日期間，逢周六下午6時至6時半在日本教育電視台（朝日電視台前身）首播，共54集。由東映製作，總監督為長濱忠夫。香港無綫電視翡翠台曾於1977年7月播映，但並未播畢所有集數。
本片為「長濱巨大機械人三部曲」的首作，後續的兩部作品分別為和。本片播映同時，與動畫設定一樣的五機合體機械人玩具（超合金）亦同時推出，並大受歡迎。因此其後推出的波羅五號及超級戰隊系列都使用了類似設定。本作亦是遊戲《超級機械人大戰系列》的常客，幾乎每一代的機戰遊戲中都有出場。

## 故事
南原猛博士為保衛地球防止宇宙人入侵，建立南原聯絡站（港譯：南建勲研究所）為基地，和製造孔巴德拉V作防衛。並於日本各地召集五名優秀少年為駕駛員，對抗金巴利星人的奴隸獸（1-25集）和後來的溶岩獸（26-54集）。但不久南原博士發生意外，臨死時將基地交由好友四谷博士指揮。

## 登場人物
葵豹馬（Aoi Hyōma，聲優：三矢雄二；香港配音：鄧榮銾）　香港譯名：黃天豹
一號機的駕駛員，一級電單車手。在第六集「大將軍迦樓羅的挑戰」中，雙臂被迦樓羅打傷，後裝上以人造細胞再造雙臂。
一號機電磁噴射機（Battle Jet）是小型戰鬥機，最高飛行速度可達四馬赫。合體後是孔巴德拉V的頭部及主操縱系統。
浪花十三（Naniwa Jūzō，聲優：山田俊司；香港配音：李忠強）　香港譯名：羅飛龍
二號機的駕駛員，奧運射擊好手。
二號機電磁爆擊機（Battle Crasher）是孔巴德拉V的胸部及雙臂，負責孔巴德拉V的武器。
西川大作（Nishikawa Daisaku，聲優：立壁和也；香港配音：林保全）　香港譯名：李天馬
三號機的駕駛員，柔道好手，志願成為一位漫畫家。
三號機電磁坦克（Battle Tank）地面重戰車，負責地上搬運工作。合體後是孔巴德拉V的腹部，内蔵融合炉，供應孔巴德拉V的能量。
南原千鶴（Nanbara Chizuru，聲優：上田美由紀；香港配音：謝月美）　香港譯名：南飛鶴
四號機的駕駛員，是南原博士的孫女，暗戀葵豹馬。
四號機電磁潛艇（Battle Marine）高性能航空潜水艇，負責補給和修理及運送三號機的工作。合體後是孔巴德拉V的腿部。
北小介（Kita Kosuke，聲優：千千松幸子；香港配音：黃韻詩）　香港譯名：高天原
五號機的駕駛員，是IQ200天才小學生。
五號機電磁裝甲車（Battle Craft）裝有電鑽，可在地底行動，收集情報。合體時左右分離成為孔巴德拉V的雙腳負責偵查敵人的弱點。
洛比特（Ropet，聲優：野沢雅子）
負責測定五名駕駛員腦波的機械人，五名駕駛員的腦波一定要達到一致，才會執行五機合體成為孔巴德拉V。
南原猛博士（聲優：納谷悟朗 / 納谷六朗（第14話的語音留言）；香港配音：藍天）　香港譯名：葉明博士
南原聯絡站的負責人
四谷博士（Professor Yotsuya，聲優：富田耕生）
南原博士遇難後，接任南原聯絡站的負責人。
大將軍迦樓羅（Great General Garuda，聲優：市川治）　香港譯名：加凌達王子
第一集至第25集出場，金巴利星人的總司令官，出場時本身是美少年，憤怒時肉身裂開現出鳥人型態。其後劇情揭發他實際上並非王子，原來只是一具機器人。

## 媒體
- VHS

1992年12月，全十三卷。
- LD

曾陸續以全集套裝版與分片零售版方式發售。
- DVD

套裝版於2006年7月21日在日本發售，售價54000日圓（不含消費稅），全十碟，第十碟為特別收錄，包括1977年的電影版及預告片、廣告片、無字幕版片頭和片尾等。2014年推出分片零售版本上市。

## 主題曲
主題曲

作詞：八手三郎 / 作曲：小林亞星 / 編曲：筒井広志 / 歌：水木一郎、
片尾曲

作詞：八手三郎 / 作曲：小林亞星 / 編曲：筒井広志 / 歌：水木一郎、哥倫比亞搖籠會

### 插入歌
- - 作詞：八手三郎 / 作曲：小林亞星 / 編曲：筒井広志 / 歌：水木一郎、哥倫比亞搖籠會
- - 作詞：八手三郎 / 作曲：小林亞星 / 編曲：筒井広志 / 歌：水木一郎、蟋蟀'73

## 工作人員
- 企画：落合兼武（NET→TV朝日）、飯島敬（東映）
- 原作：八手三郎
- 連載：てれびくん、小學館學習雜誌、テレビランド
- 音楽：筒井広志
- 角色原案：村野守美、成田マキホ
- 機械設計：スタジオぬえ
- 動畫用角色設定：安彦良和
- 總監督：長浜忠夫
- 編劇：辻真先、田口章一、五武冬史、藤川桂介
- 分鏡：奥田誠治、坂口尚、斧谷稔、出崎哲、高橋良輔、石黒昇、安彦良和、寺田和男、高橋資祐、上梨壱也
- 作画監督：金山明博、林政行、佐佐門信芳、塩山紀生、安彦良和、坂本三郎、高橋資祐、谷口守泰
- 美術監督：宮野隆
- 作画（原動畫）：佐佐門信芳、安彦良和、藤岡辰也、長谷川稔、塩山紀生、山田政紀、富沢雄三、長谷川稔、谷口守泰、村中博美、多賀一弘、高木としお、坂本三郎、清山滋崇、外記康義、今村春美、大曽根真知子、加藤誠一、高橋資祐、加瀨充子、大原和男、小倉貞雄、大川英雄、五十嵐広次
- 背景：スタジオユニ
- 仕上：SHAFT、STUDIO DEEN
- 色指定：長谷川洋、若尾博司
- 特殊効果：土井通明
- 錄音：飯塚秀保
- 效果：佐藤一俊
- 音響演出：小松亘弘
- 音響制作担当：沼田かずみ
- 剪輯：井上和夫
- 攝影：旭Production
- 沖片：東京現像所
- 設定助手：小林治
- 作画制作：八幡正
- 制作進行：中川宏徳、青木健、楯上守、神田豊、善名良行
- 制作担当：岩崎正美、野崎欣宏
- 演出：橫山裕一郎、寺田和男、斧谷稔、出崎哲、山口三平太、岡崎邦彦、高橋資祐
- 製作協力：東北新社、創映社
- 製作：NET→朝日電視台、東映、東映ADVERTISING

## 各話標題
| 話數 | 標題 |
| ---- | ---- |
| 1    |      |
| 2    |      |
| 3    |      |
| 4    |      |
| 5    |      |
| 6    |      |
| 7    |      |
| 8    |      |
| 9    |      |
| 10   |      |
| 11   |      |
| 12   |      |
| 13   |      |
| 14   |      |
| 15   |      |
| 16   |      |
| 17   |      |
| 18   |      |
| 19   |      |
| 20   |      |
| 21   |      |
| 22   |      |
| 23   |      |
| 24   |      |
| 25   |      |
| 26   |      |
| 27   |      |
| 28   |      |
| 29   |      |
| 30   |      |
| 31   |      |
| 32   |      |
| 33   |      |
| 34   |      |
| 35   |      |
| 36   |      |
| 37   |      |
| 38   |      |
| 39   |      |
| 40   |      |
| 41   |      |
| 42   |      |
| 43   |      |
| 44   |      |
| 45   |      |
| 46   |      |
| 47   |      |
| 48   |      |
| 49   |      |
| 50   |      |
| 51   |      |
| 52   |      |
| 53   |      |
| 54   |      |